# ثيموسين

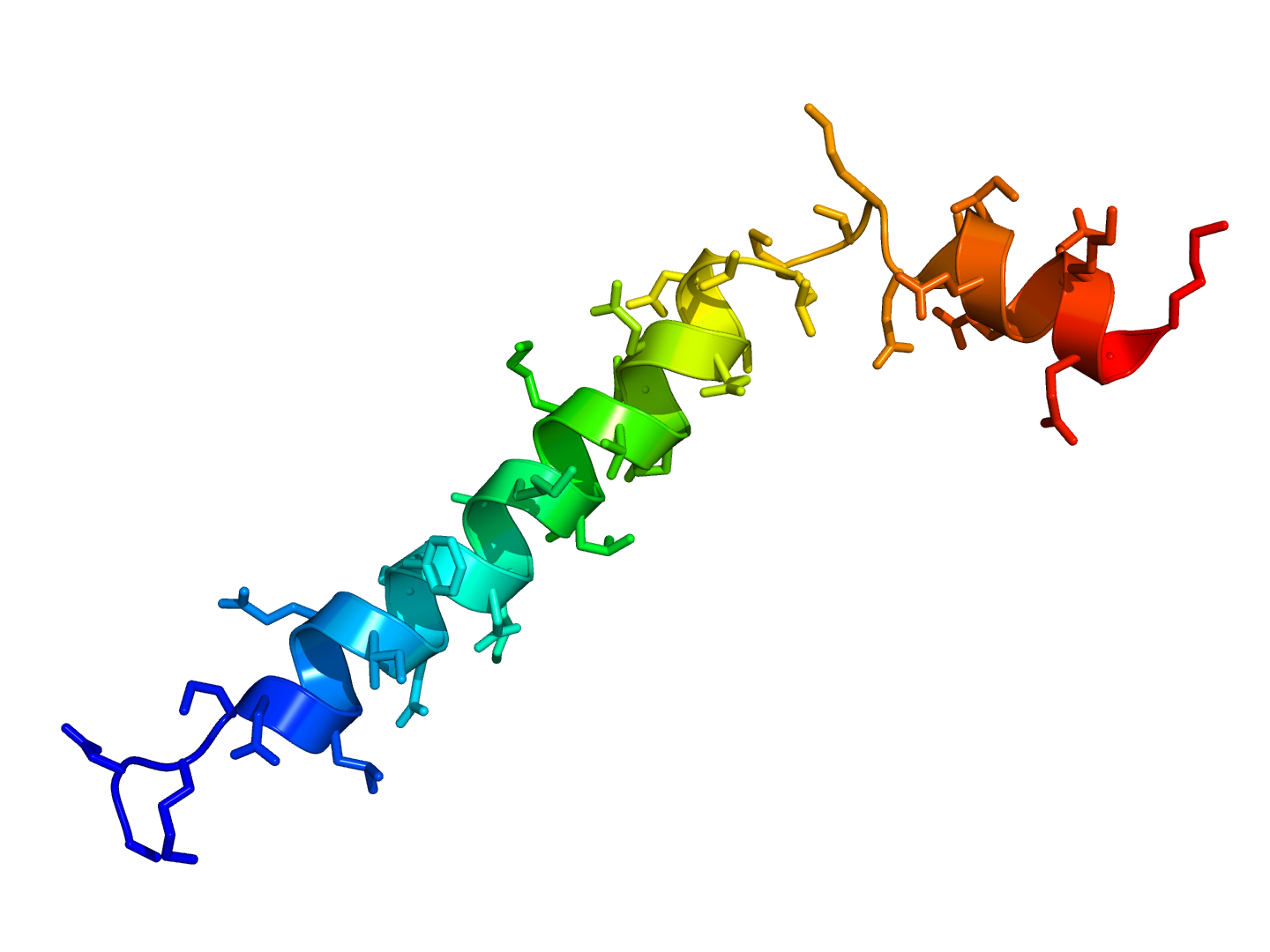
بنية بولي ببتيد بيتا 9-ثيموسين

الثيموسين (Thymosin) هو اسم مجموعة من الهرمونات الببتيدية، التي تُنتَج في الغدة الزعترية في جسم الإنسان، منها:
- ثيموسين بيتا 4 (Thymosin β4)
- ثيموبيويتين (Thymopoietin)
- ثيمولين (Thymulin)